# Schoharie County
Schoharie County [skoʊˈhɛəɹiː ˈkʌn.tɹi] ist ein County im Bundesstaat New York der Vereinigten Staaten. Bei der Volkszählung im Jahr 2020 hatte das County 29.714 Einwohner und eine Bevölkerungsdichte von 18,4 Einwohner pro Quadratkilometer. Der Verwaltungssitz (County Seat) ist Schoharie. Der Ort hieß früher unter anderem auch einmal "Brunnendorf".

## Geschichte
Das Schoharie County wurde am 6. April 1795 gegründet. Der Name leitet sich aus der Sprache der Mohawk ab und bezeichnet „Treibholz“.

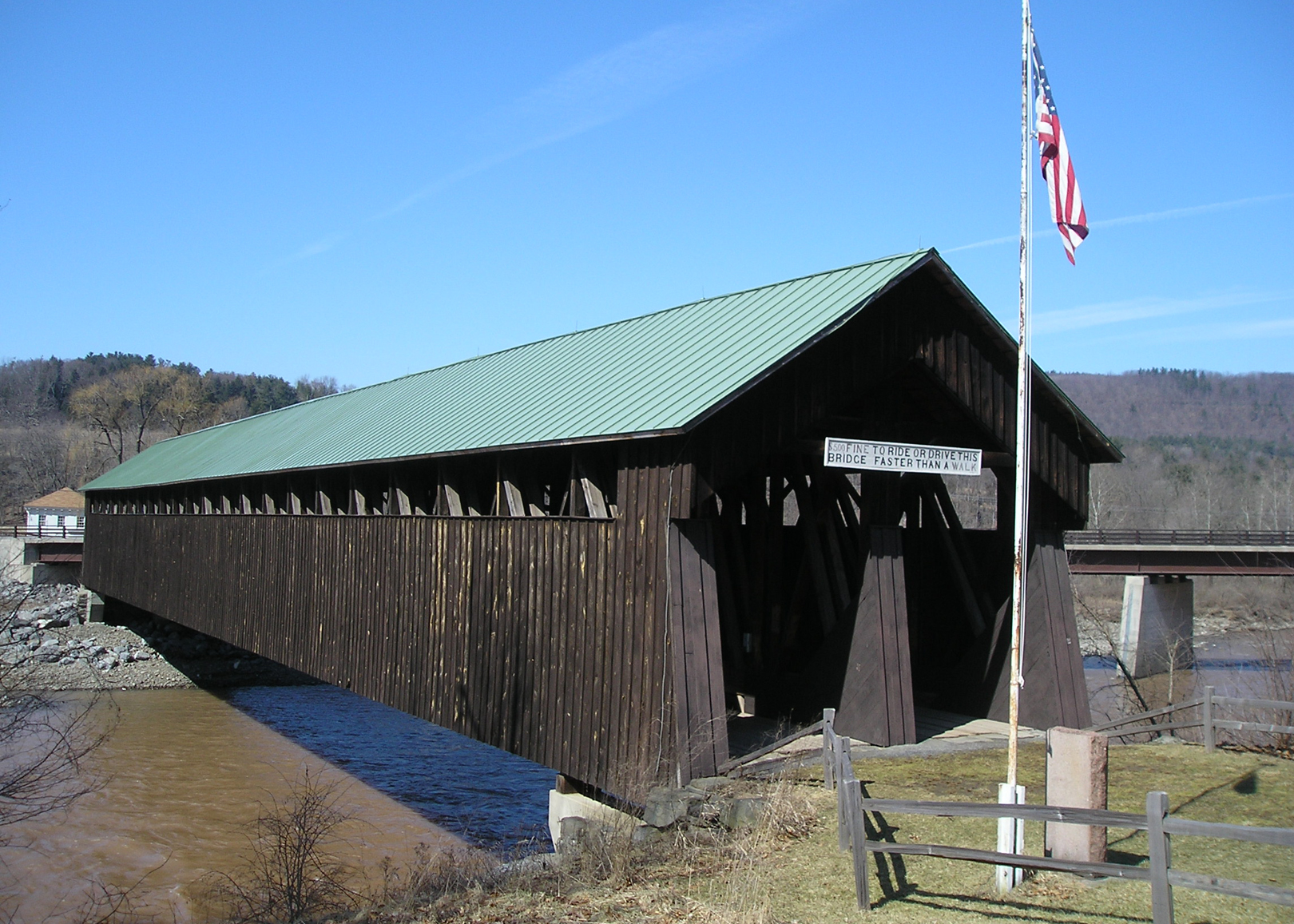
Die Old Blenheim Bridge (2008) ist eines von 44 Objekten im County, das im National Register of Historic Places eingetragen ist.

44 Bauwerke und Stätten des Countys sind insgesamt im National Register of Historic Places eingetragen (Stand 21. Februar 2018).

## Geographie
Das County hat eine Fläche von 1.622 Quadratkilometern, wovon 11 Quadratkilometer Wasserfläche sind.

## Gemeinden und Dörfer

### Gemeinden
- Blenheim
- Broome
- Carlisle
- Cobleskill
- Conesville
- Esperance
- Fulton
- Gilboa
- Jefferson
- Middleburgh
- Richmondville
- Schoharie
- Seward
- Sharon
- Summit
- Wright

### Dörfer
- Cobleskill*
- Middleburgh*
- Richmondville*
- Schoharie*
- Sharon Springs

*Liegt innerhalb der gleichnamigen Gemeinde.